# Aspidosperma capitatum
Aspidosperma capitatum är en oleanderväxtart som beskrevs av Louis Otho Otto Williams. Aspidosperma capitatum ingår i släktet Aspidosperma och familjen oleanderväxter. Inga underarter finns listade i Catalogue of Life.